# 思轰
思轰 （英語：Hso Hum Pha，？—1604年），又名思混，麓川思氏后裔，迤西孟养、孟拱酋长思远之子。

## 生平
思轰是思远之子。万历十九年（1591年），跟随父親思远逃往云南。万历二十四年（1596年）以后，缅甸东吁王朝内乱之后，思轰很可能趁机时期回到了孟拱。
万历二十六年（1598年）十二月，思轰归顺明朝，进献大象和方物。此时正值缅甸良渊王在入主阿瓦。
万历二十七年（1599年）秋，良渊王派遣长子阿瑙白龙率军征讨孟养、孟拱。缅军进至孟养，孟养土司归降。孟拱思轰则与缅军相决不下，缅军撤兵。
万历三十年（1602年），缅军围攻八莫，孟拱思轰率军救援。援军未止，而八莫陷落。
万历三十二年（1604年），思轰反叛缅甸，良渊王派遣阿瑙白龙率兵征讨孟拱。思轰战败，走死。缅甸任命头目思华戍守孟拱。思轰之子放思祖率领千余部众寄食于干崖，不敢回到孟拱，麓川思氏政权彻底灭亡。

## 脚注
1. ↑  《上缅甸和滇西掸族史概述》，第45页，Chau Hum Pha，于1591-1605年在位。
2. ↑  冯甦：《滇考》。
3. ↑  《琉璃宫史》，第870-871页。
4. ↑  《琉璃宫史》，第875-877页。
5. ↑  《琉璃宫史》，第884-885页。
6. ↑  《明史》卷315《孟养传》：“有思轰者，内附，与蛮莫酋思正共据险抗缅。三十年，缅攻思正，轰率兵倍道驰救，至则正已被杀。三十二年，缅攻入迤西，轰走死，缅以头目思华守其地。华死，妻怕氏代理。缅人更番戍守，连年征发，从行甚苦，曰：“孟养不亡，蛮何得至此！”轰之后曰放思祖，有众千余，不敢归，寄食于干崖云。”